# アリー・エックス
アリー・エックス（Allie X、本名:アレクサンドラ・アシュリー・ヒューズ（Alexandra Ashley Hughes））は、ロサンゼルスを拠点に活動しているカナダ人シンガーソングライターである。2014年、『Catch』でAllie Xとしてデビュー。2015年にはEP『CollXtion I』と『Catch EP』を発売した。

## 略歴
2006年ごろからアリー・ヒューズとしての活動をトロントで開始する。また2007年頃からはテレビ番組『ハウ・ドゥー・ユー・ソルブ・ア・プロブレム・ライク・マリア？』等にも出演、楽曲がドラマ『ルーキー・ブルー』や『セービング・ホープ』等に使用される。
2013年に彼女はロサンゼルスに拠点を移し、ケイティ・ペリーやニッキー・ミナージュ等にも楽曲提供しているCirkut等と楽曲制作を開始、2014年2月にファーストシングル『Catch』を発売するとアメリカの人気歌手ケイティ・ペリーがTwitterでこの曲を称賛、カナダでチャートインした。
また、ライターとして共同制作者のレランドと共にオーストラリア出身で、YouTuberとしても活動するトロイ・シヴァンのファーストアルバム、『ブルー・ネイバーフッド』に収録されている多くの曲を制作した。またこのアルバムは米ビルボードで7位を記録するなど、世界的にヒットした。このアルバムからのシングル『ユース』は世界的成功を収め、アメリカでもゴールドディスクとなった。
2019年12月には初来日公演が決定。代官山UNITにて一夜限りの日本公演を予定している。

## 影響
アリーは影響を受けたミュージシャンとしてマライア・キャリー、マーク・マザーズボー、トム・ペティ、ザ・ナイフ、ロビン等を挙げている。また、日本の作家である村上春樹にも影響を受けたと発言した。

## ディスコグラフィー

### スタジオアルバム
- CollXtion II（2017年）
- Super Sunset（2018年）

### EP
- CollXtion I（2015年）
- Catch EP（2015年）
- CollXtion II: Unsolved（2017年・現在廃盤）
- Super Sunset (Analog)（2018年）

### シングル
- Catch（2014年/2015年）
- Prime（2014年）
- Bitch（2014年）
- Never Enough（2015年）
- Old Habits Die Hard（2016年）
- Too Much to Dream（2016年）
- All the Rage（2016年）
- That's So Us（2016年）
- Paper Love（2017年）
- Need You（2017年）
- Casanova（2017年）
- Focus（2018年）
- Not So Bad in LA（2018年）
- Science（2018年）
- Little Things（2018年）
- Girl of the Year（2018年）
- Last Xmas（2018年）

### プロモーションシングル
- Purge（2016年）

### Allie Hughes名義
- Waiting For The Prize (2006年)
- Ladies and Gentlemen (2006年)
- Allie Hughes (2010年)
- Allie X Andra (2012年)

### 提供作品
- ブレンダン・カンニング 「However Long」「Last Song For The Summer Hideaway」（『You Gots 2 Chill』収録） (2013年)[9]
- ジョン・ウェスト 「Don't Wake Me Up」（2014年）
- トロイ・シヴァン 「BITE」（『WILD』収録） (2015年)[10]
- トロイ・シヴァン 「BITE」「TALK ME DOWN」「YOUTH」「LOST BOY」「for him.」「SUBURBIA」（『Blue Neighbourhood』収録） (2015年)
- ソヒョン 「Moonlight」（『Don't Say No』収録）（2017年）
- リア・ミシェル「Heavy Love」（『Places』収録）（2017年）
- ジャイラ・バーンズ「Ugly」（2017年）
- B.A.P「Think Hole」（『Ego』収録）（2017年）
- トロイ・シヴァン「Seventeen」「The Good Side」「Plum」「What a Heavenly Way to Die」「Animal」（『Bloom』収録）（2018年）

### その他作品
- Lay Your Hands On Me（2008年・出演ドラマ「インスタント・スター」の挿入歌）
- Whacked（2013年・同名映画の主題歌）
- Roll the Dice（2013年・映画『Megan Dirt』の挿入歌）
- Haymaker（2013年・映画『The Haymaker』の主題歌）
- Forced Fantasy（2012年・同名映画の主題歌）
- Broken（2013年・映画『Megan Dirt』の挿入歌）
- Bang Bang Baby（2012年・同名映画の主題歌）

## フィルモグラフィ
- ハウ・ドゥー・ユー・ソルヴ・ア・プロブレム・ライク・マリア？ - オーディション参加者としてビョークの『イッツ・オー・ソー・クワイエット』等を歌唱（2008年）
- インスタント・スター - Godiva役（2008年・シーズン4・第5話『We Belong』）
- ビーイング・エリカ - Bridesmaid #2役（2009年・シーズン1・第6話『Til Death』）
- キング - 店員役（2011年・シーズン1・第8話『Scout Winter』）
- エレンの部屋 - キーボード・コーラス（トロイ・シヴァンの『Youth』パフォーマンス時）